# Liste der Staatsoberhäupter 1807
Übersicht
◄◄ | ◄ | 1803 | 1804 | 1805 | 1806 | Liste der Staatsoberhäupter 1807 | 1808 | 1809 | 1810 | 1811 | ► | ►►

Weitere Ereignisse

## Afrika
- Ägypten
  - Vizekönig und osmanischer Pascha: Muhammad Ali Pascha (1805–1848)
- Äthiopien
  - Kaiser: Egwala Seyon (1801–1818)
- Burundi
  - König: Ntare IV. Rugamba (ca. 1796–ca. 1850)
- Dahomey
  - König: Adandozan (1797–1818)
- Marokko (Alawiden-Dynastie)
  - Sultan: Mulai Sulaiman (1792–1822)
- Ruanda
  - König: Mutara II. 1802–1853
- Tunesien (Husainiden-Dynastie)
  - Sultan: Hammuda Bey (1782–1814)

## Amerika

### Angloamerika
- Vereinigte Staaten von Amerika
  - Staats- und Regierungschef: Präsident Thomas Jefferson (1801–1809)

### Karibik
- Haiti (umstritten)
  - Staats- und Regierungschef: Präsident Henri Christophe (1806–1820)

### Lateinamerika
- Vizekönigreich Brasilien
  - Vizekönig: Marcos de Noronha e Brito (1806–1808)
- Vizekönigreich Neugranada
  - Vizekönig: Antonio Amar y Borbón (1803–1810)
- Vizekönigreich Neuspanien
  - Vizekönig: José de Iturrigaray (1803–1808)
- Vizekönigreich Peru
  - Vizekönig: José Fernando Abascal y Sousa (1806–1816)
- Vizekönigreich des Río de la Plata
  - Vizekönig:
    1. Rafael de Sobremonte (1804–1807)
    2. Santiago de Liniers (1807–1809)

## Asien
- Abu Dhabi
  - Scheich: Shakhbut bin Dhiyab (1793–1816)
- Afghanistan
  - König: Schodscha Schah Durrani (1803–1809)
- China (Qing-Dynastie)
  - Kaiser: Jiaqing (1796–1820)
- Japan
  - Kaiser: Kōkaku (1780–1817)
  - Shōgun (Tokugawa): Tokugawa Ienari (1786–1837)
- Korea (Joseon)
  - König: Sunjo (1800–1834)
- Persien (Kadscharen-Dynastie)
  - Schah: Fath Ali (1797–1834)
- Thailand
  - König: Rama I. (1782–1809)

## Australien und Ozeanien
- Hawaii
  - König: Kamehameha I. (1795–1819)

## Europa
- Andorra
  - Co-Fürsten:
    - Kaiser der Franzosen: Napoléon I. (1806–1814)
    - Bischof von Urgell: Francesc Antoni de la Dueña y Cisneros (1797–1816)
- Anhalt-Bernburg (am 18. April zum Rheinbund)
  - Herrscher: Herzog Alexius Friedrich Christian (1796–1834)
- Anhalt-Dessau (am 18. April zum Rheinbund)
  - Herrscher: Fürst Leopold III. (1751–1817, ab 18. April als Herzog)
- Anhalt-Köthen (am 18. April zum Rheinbund)
  - Herrscher: Herzog August Christian (1789–1812)
- Braunschweig-Wolfenbüttel (am 7. Dezember zu Westfalen)
  - Herrscher: Herzog Friedrich Wilhelm (1806–7. Dezember 1807)
- Bremen
  - Staatsoberhaupt: Bürgermeister Heinrich Lampe (1803–1811)
- Dänemark und Norwegen
  - König: Christian VII. (1766–1808)
- Etrurien (Toskana)
  - Herrscher: König Karl Ludwig (1803–10. Dezember 1807, unter Vormundschaft)
  - Regent: Königin Marie Luise von Bourbon-Parma (1803–10. Dezember 1807)
- Frankreich
  - Herrscher: Kaiser Napoléon I. (1799–1814)
- Hamburg (besetzt durch Frankreich)
  - Staatsoberhaupt: Bürgermeister Friedrich von Graffen (1801–1811; 1813–1820)
- Hessen-Kassel (am 7. Dezember zu Westfalen)
  - Herrscher: Kurfürst Wilhelm I. (1785–7. Dezember 1807; 1812–1821)
- Holland
  - Herrscher: König Lodewijk Napoleon (1806–1810)
- Italien
  - Herrscher: König Napoléon I. (1805–1814)
- Kirchenstaat
  - Herrscher: Papst Pius VII. (1801–1809; 1814–1823)
- Lippe-Detmold (am 18. April zum Rheinbund)
  - Herrscher: Fürst Leopold II. (1800–1851, unter Vormundschaft)
  - Regentin: Fürstin Pauline zur Lippe (1802–1820)
- Lübeck (besetzt durch Frankreich)
  - Staatsoberhaupt: ?
- Mecklenburg-Schwerin
  - Herrscher: Herzog Friedrich Franz I. (1785–1837)
- Mecklenburg-Strelitz
  - Herrscher: Herzog Karl II. (1794–1816)
- Montenegro (bis 1878 unter osmanischer Suzeränität)
  - Fürstbischof (Vladika): Petar I. Petrović-Njegoš (1782–1830)
- Neapel
  - Herrscher: König Joseph Bonaparte (1806–1808)
- Oldenburg
  - Herrscher: Administrator Peter Friedrich Ludwig (1785–1810, 1814–1829)
- Osmanisches Reich
  - Sultan: Selim III. (1789–1807)
  - Sultan: Mustafa IV. (1807–1808)
- Österreich
  - Herrscher: Kaiser Franz I. (1792–1835)
- Portugal
  - Königin: Maria I. (1777–1816) (1792 entmündigt) (1815–1816 Königin von Brasilien)
  - Regent: Johann Herzog von Braganza (1792–1816) (1816–1826 König von Portugal, 1815–1816 Regent von Brasilien, 1816–1822 König von Brasilien)
- Preußen
  - König: Friedrich Wilhelm III. (1797–1840) (1797–1806 Kurfürst von Brandenburg)
- Pyrmont (am 18. April zum Rheinbund)
  - Herrscher: Fürst Georg I. (1805–1812)
- Reuß ältere Linie (am 18. April zum Rheinbund)
  - Herrscher: Fürst: Heinrich XIII. (1800–1817)
- Reuß-Schleiz (am 18. April zum Rheinbund)
  - Herrscher: Fürst ?
- Reuß-Lobenstein (am 18. April zum Rheinbund)
  - Herrscher: Fürst ?
- Reuß-Ebersdorf (am 18. April zum Rheinbund)
  - Herrscher: Fürst ?
- Rheinbund
  - Protektor: Napoleon Bonaparte (1806–1813)
  - Arenberg: Herzog Prosper-Ludwig (1803–1810)
  - Baden: Großherzog Karl Friedrich (1746–1811)
  - Bayern: König Maximilian I. (1799–1825) bis 1805 Kurfürst
  - Berg: Großherzog Joachim Murat (1806–1808)
  - Hessen-Darmstadt
    - Großherzog: Ludwig I. (1790–1830) (1790–1806 Landgraf)
      - Präsident des Gesamt-Ministeriums: Friedrich August Freiherr von Lichtenberg (1805–1819)

  - Hohengeroldseck: Fürst Philipp von der Leyen (1806–1815)
  - Hohenzollern-Hechingen: Fürst Hermann (1798–1810)
  - Hohenzollern-Sigmaringen: Fürst Anton Aloys (1785–1831)
  - Isenburg-Birstein: Fürst Carl (1803–1814)
  - Liechtenstein: Fürst Johann I. Josef (1805–1836)
  - Nassau: Herzog Friedrich August (1806–1816)
  - Sachsen: König Friedrich August I. (1763–1827)
  - Sachsen-Coburg-Saalfeld: Herzog Ernst I. (1806–1826)
  - Sachsen-Gotha-Altenburg: Herzog August (1804–1822)
  - Sachsen-Hildburghausen: Herzog Friedrich (1780–1826)
  - Sachsen-Meiningen
    - Herrscher: Herzog Bernhard II. (1803–1866, unter Vormundschaft)
    - Regentin: Herzogin Louise Eleonore von Hohenlohe-Langenburg (1803–1822)

  - Sachsen-Weimar-Eisenach: Herzog Carl August (1758–1828)
  - Salm: Konstantin Alexander Fürst zu Salm-Salm und Friedrich Prinz zu Salm-Kyrburg (noch minderjährig, später Friedrich IV. Fürst zu Salm-Kyrburg)
  - Westphalen (gegründet am 7. Dezember)
    - Herrscher: König Jérôme (7. Dezember 1807–1813)

  - Württemberg: König Friedrich I. (1797–1816) Herzog 1797–1806, König 1806–1816
  - Würzburg: Großherzog Ferdinand III. (1805–1814)
- Russland
  - Kaiser: Alexander I. (1801–1825)
- Sardinien
  - Herrscher: König Viktor Emanuel I. (1802–1821)
- Schaumburg-Lippe (am 18. April zum Rheinbund)
  - Herrscher: Graf Georg Wilhelm (1787–1860, ab 18. April als Fürst)
- Schwarzburg-Rudolstadt (am 18. April zum Rheinbund)
  - Herrscher:
    1. Fürst Ludwig Friedrich II. (1793–1807)
    2. Fürst Friedrich Günther (1807–1867, unter Vormundschaft)

  - Regent: Fürstin Caroline Luise von Hessen-Homburg (1807–1814)
- Schwarzburg-Sondershausen (am 18. April zum Rheinbund)
  - Herrscher: Fürst Günther Friedrich Karl I. (1794–1835)
- Schweden
  - König: Gustav IV. Adolf (1792–1809)
- Schweiz
  - Staatsoberhaupt: Landammann ?
- Sizilien
  - Herrscher: König Ferdinand I. (1759–1825)
- Spanien
  - König: Karl IV. (1788–1808)
- Ungarn
  - König: Franz I. (1792–1835) (1792–1806 Kaiser, 1792–1835 König von Böhmen, 1815–1835 König von Lombardo-Venetien, 1792–1797 und 1799–1800 Herzog von Mailand, 1792–1804 Erzherzog von Österreich, 1804–1835 Kaiser von Österreich)
- Vereinigtes Königreich
  - Staatsoberhaupt: König Georg III. (1801–1820) (1760–1801 König von Großbritannien und Irland, 1760–1806 Kurfürst von Braunschweig-Lüneburg, 1814–1820 König von Hannover)
  - Regierungschef:
    - Premierminister William Grenville, 1. Baron Grenville (1806–31. März 1807)
    - Premierminister William Henry Cavendish-Bentinck, 3. Duke of Portland (1783, 31. März 1807–1809)
- Walachei (unter osmanischer Oberherrschaft, 1807–1812 von Russland besetzt)
  - Fürst: Constantin Ipsilanti (1802–1806, 1806–1807, 1807) (1799–1801 Fürst der Moldau)
  - Russische Militärverwaltung (1807–1812)
- Waldeck (am 18. April zum Rheinbund)
  - Herrscher: Fürst Friedrich Karl August (1763–1812)